# Carlo Dalmazio Minoretti
Carlo Dalmazio Minoretti (Cogliate, 17 de setembro de 1861 - Gênova, 13 de março de 1938) foi um cardeal da Igreja Católica Romana que serviu como arcebispo de Gênova.

## Início da vida e educação
Carlo Minoretti nasceu em Cogliate, Lombardia. Ele foi educado no Seminário de Milão. Ordenado sacerdote em 1884, ele serviu como membro do Seminário de Monza de 1890 até 1907, quando se tornou membro do Seminário de Milão até 1909. Ele fez trabalho pastoral na Arquidiocese de Milão até 1915.

## Episcopado
O Papa Bento XV nomeou-o Bispo de Crema em 6 de dezembro de 1915. Ele foi consagrado em 16 de janeiro de 1916 por Andrea Ferrari, Cardeal Arcebispo de Milão. O Papa Pio XI o promoveu à sede metropolitana de Gênova em 16 de janeiro de 1925.

## Cardinalizado
O Papa Pio XI criou-o Cardeal-Sacerdote de Sant'Eusebio no consistório de 16 de dezembro de 1929. Ele morreu em 1938 em Gênova no cargo.